# Charles Kisolokele
Charles Daniel Kisolokele Lukelo, né le 12 février 1914 à Nkamba (Congo belge) et mort le 17 mars 1992 à Bruxelles, est un homme politique congolais, fils aîné de Simon Kimbangu et membre clé de l'Église kimbanguiste. Il a été ministre d'État dans le premier gouvernement congolais, puis ministre des entreprises parapubliques et ministre du travail et de la protection sociale.

## Enfance
Charles Daniel Kisolokele est né en 1914 à Nkamba, premier fils de Simon Kimbangu, le fondateur du kimbanguisme. Lorsque les autorités coloniales tentent d'arrêter ce dernier en juin 1921, Charles Kisolokele s'enfuit dans la brousse avec son père et certains partisans de mouvement kimbanguiste. Kisolokele passe six ans à l'école primaire et trois ans au collège, à la Colonie scolaire de Boma. Après deux ans de service comme instructeur à l'école, Kisolokele devient agent du département des travaux publics de l'administration coloniale à Maduda. Il y travaille pendant 30 ans.

## Carrière politique

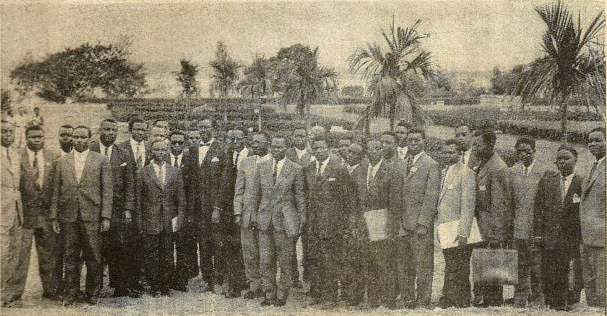
Premier gouvernement congolais

Kisolokele est élu à la Chambre des députés avec 733 voix préférentielles en tant que membre du parti Alliance des Bakongo (ABAKO) lors de la première élection du Congo en 1960, représentant le district des Cataractes. Il est nommé ministre d'État pour servir dans le premier gouvernement du Congo indépendant du Premier ministre Patrice Lumumba investi par le Parlement le 24 juin. Le 20 juillet, Kisolokele retire son mandat parlementaire dans la Chambre. Le successeur de Lumumba, Joseph Iléo, le retient dans son gouvernement en septembre. Dans le deuxième gouvernement d'Iléo en février 1961, il est nommé ministre des Parapublics. En avril, il devient vice-président du gouvernement provincial du Kongo Central. En juillet, il est devenu le Ministre de Travail et de Bien-être Social. Le 6 décembre 1969, il est nommé Président de l'Institut national de préparation professionnelle, installé lors d'une cérémonie officielle le 12 janvier 1970.

## La vie plus tard
En 1972, au plus fort de la politique d'authenticité du Zaïre, Kisolokele a changé son nom en Kisolokele Lukelo (lukelo signifiant "il est révélé maintenant"). Il est décédé le 17 mars 1992 dans un hôpital de Bruxelles. À l'occasion du dixième anniversaire de la mort de Kisolokele, des kimbanguistes de toute l'Europe se sont réunis à Bruxelles pour commémorer l'occasion en compagnie de 12 petits-enfants de Simon Kimbangu pour organiser une fête.